# Jure Košir
Jure Košir (Mojstrana, Yugoslavia, 24 de abril de 1972) es un deportista esloveno que compitió en esquí alpino.

## Trayectoria
Participó en cuatro Juegos Olímpicos de Invierno, entre los años 1992 y 2002, obteniendo una medalla de bronce en Lillehammer 1994, en la prueba de eslalon, el quinto lugar en Nagano 1998 (eslalon gigante) y el octavo lugar en Salt Lake City 2002 (eslalon)
En la Copa del Mundo consiguió tres victorias y veinte podios en total.
Fue el abanderado de Eslovenia en la ceremonia de apertura de los Juegos Olímpicos de Lillehammer 1994.
En 2019 fue admitido en el Salón de la Fama de los Héroes Deportivos Eslovenos. En 2025 recibió el Premio Bloudek retroactivamente por su carrera.

## Palmarés internacional
| Juegos Olímpicos | Juegos Olímpicos      | Juegos Olímpicos  | Juegos Olímpicos |
| Año              | Lugar                 | Medalla           | Prueba           |
| ---------------- | --------------------- | ----------------- | ---------------- |
| 1994             | Lillehammer (Noruega) | Medalla de bronce | Eslalon          |